# 恩佩德拉多 (科連特斯省)
27°56′S 58°47′W / 27.933°S 58.783°W

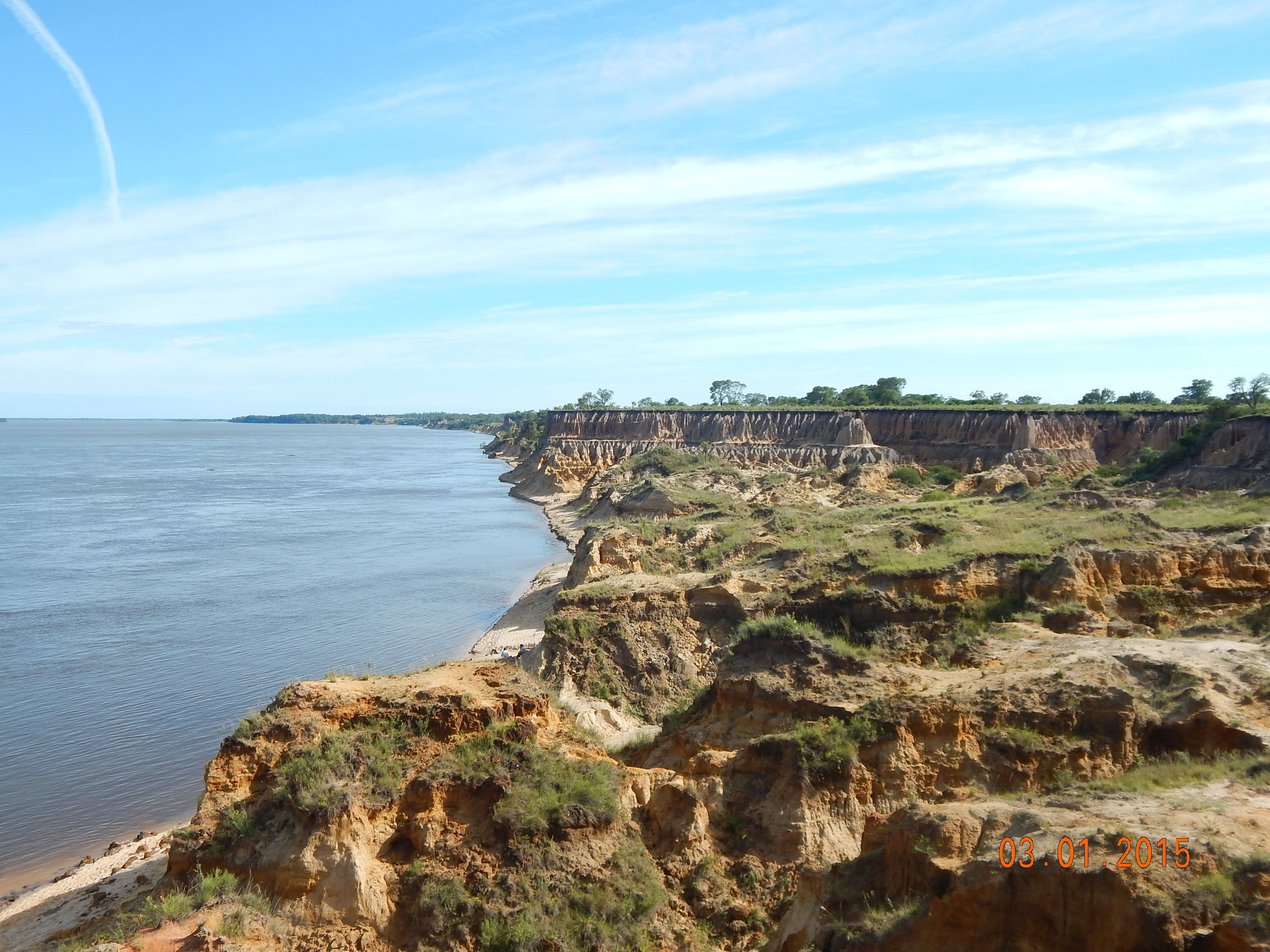
恩佩德拉多

恩佩德拉多（西班牙語：Empedrado），是阿根廷的城市，位於該國北部科連特斯省，是恩佩德拉多縣的首府，處於巴拉那河東岸，海拔高度56米，主要經濟活動是畜牧業、農業和伐木業，2010年人口9,258。